# Светильня
Свети́льня (укр. Світильня) — село, входит в Великодымерскую поселковую общину Броварского района Киевской области Украины.
Население по переписи 2001 года составляло 1284 человека. Почтовый индекс — 07444. Телефонный код — 4594. Занимает площадь 4,15 км². Код КОАТУУ — 3221288401.
Светильня известна хорошо сохранившимся городищем времён Древнерусского государства, оставшимся от сторожевой крепости Трубежской оборонительной линии.

## Местный совет
07444, Киевская обл., Броварский р-н, Светильня, ул. Королёва, 2